# Гражданский союз (Латвия)
Гражданский союз (латыш. Pilsoniskā savienība) — политическая партия в Латвии, созданная 26 апреля 2008 года на основе объединения ряда бывших членов ТБ/ДННЛ и «Нового времени». Лидеры — экс-министр обороны Гирт Валдис Кристовскис и экс-еврокомиссар Сандра Калниете. 
На выборах Европарламента в июне 2009 года получила первое место и 2 мандата из 8 латвийских, на выборах Рижской думы тогда же — второе место и 14 мест из 60. 
С марта 2009 года ГС участвует в правительстве Латвии — в первом кабинете Домбровскиса он был представлен министром обороны И. В. Лиегисом. Во втором кабинете Домбровскиса (с ноября 2010 года) ГС получил посты министров иностранных дел (Г. В. Кристовскис) и культуры (С. Элерте).
6 августа 2011 года вошла в состав партии "Единство".